# Fédération des orthophonistes de France
Pour les articles homonymes, voir FOF.
La Fédération des orthophonistes de France (FOF) est un syndicat professionnel d'orthophonistes français, constitué le 31 mai 1975 par l'union de la Fédération Nationale Unifiée des Orthophonistes (FNUO) avec le Syndicat National des Rééducateurs de Dyslexie (SNRD).

[https://federation-des-orthophonistes-de-france.fr/ Logo de la F.O.F.

## Historique

### Débuts de la règlementation de l'orthophonie, en France
Dans les années 1960 ce sont les rééducateurs formés par et sous l'égide de Suzanne Borel-Maisonny qui cherchent à règlementer la profession d'orthophoniste. Des praticiens, suivant les lieux et les cas, sont déjà remboursés de leurs actes. Les formations sont diverses, rattachées parfois par le biais d'associations à des universités et mettent l'accent sur tel ou tel aspect de la rééducation de la voix, de la parole ou du langage. Mais chez tous on trouve une volonté très grande d'aboutir à un diplôme officiel. La loi du 10 juillet 1964 donne un statut légal aux orthophonistes et en 1966 est créé le Certificat de Capacité d'Orthophoniste.

### Position exclusive du SNO
Pendant tout ce travail d'élaboration des textes organiques, le Syndicat National des Orthophonistes (SNO, qui allait devenir la FNO) prône essentiellement la technicité de la profession, par l'élaboration de méthodes précises de rééducation du langage.
D'autre part, seul syndicat constitué à l'époque, le SNO refuse que soit pris en compte pour l'attribution du titre d'orthophoniste par la Commission de Qualification qui se met en place, divers diplômes, dont :
- Le diplôme de Technicien Spécialisé en Rééducation Orthophonique délivré par l'Institut de Psychologie Appliquée et d'Hygiène Mentale de l'Université de Clermont-Ferrand, dont la formation est assurée par le docteur Pierre Doussinet, psychiatre,

- Les formations de rééducateurs de la Dyslexie, Dysorthographie, Dyscalculie assurées sous la responsabilité de Claude Chassagny à Paris, de Georges Fronsacq à Strasbourg ou de Sergio Mucchielli à Nantes,

- … pour ne citer que les principales.

### En conséquence: de nouveaux syndicats
En réaction immédiate à ce refus, des praticiens formés à Clermont-Ferrand créent en 1964 le Syndicat National Indépendant des Orthophonistes (SNIO) qui s'affirme statutairement en syndicat de défense de tous les professionnels en activité. Par les actions menées, le diplôme de Clermont-Ferrand est reconnu en avril 1966 et un représentant de ce syndicat siège au sein de la Commission de Qualification afin que tous les professionnels soient représentés, informés et défendus. Beaucoup de praticiens qui n'arrivent pas à se faire entendre par le SNO rejoignent le SNIO. D'emblée, à côté de la technicité nécessaire et indispensable à l'exercice correct de notre profession, l'accent est mis sur la relation thérapeutique qui lie le rééducateur à son patient.
Par ailleurs, et en bonne entente avec le SNIO, les Rééducateurs de Dyslexie se constituèrent eux aussi en syndicat : le Syndicat National des Rééducateurs de Dyslexie (SNRD). Son action conduit à la reconnaissance des formations de Rééducateurs de Dyslexie en juillet 1965 et à la nomination d'un autre représentant à la Commission de Qualification.

### La création de la FOF
La première raison d'être de ces deux nouveaux syndicats était la défense des professionnels et de leur droit d'exercice, de façon que les objectifs et les idéaux de tous les pionniers de l'orthophonie puissent s'inscrire dans la réalité de la loi.
En 1968, les syndicats interdépartementaux (Paris, Nice, Rouen et Strasbourg) se regroupent autour du SNIO pour former une fédération. C'est ainsi que le 4 février 1968 le SNIO prend le titre de Fédération Nationale Unifiée des Orthophonistes (FNUO).
La loi du 15 juin 1971 inclut désormais les rééducateurs de dyslexie dans la profession d'orthophoniste. L'arrêté du 28 octobre 1971 autorise les rééducateurs de dyslexie à exercer la profession d'orthophoniste dans leur compétence particulière.
Il n'y avait donc plus de raison de maintenir les deux syndicats, FNUO et SNRD, dont les principes fondamentaux étaient les mêmes. Les deux syndicats unissent leurs talents et leur expérience déjà longue au service de la profession et des professionnels, et mettent en commun leur volonté de faire reconnaître tous les courants de pensée et de recherches qui avaient conduit à la création de l'orthophonie.
De cette union, le 31 mai 1975 est née la Fédération des Orthophonistes de France (FOF).

### L'esprit de la FOF
La FOF trouve donc son origine et son originalité dans ce parcours particulier. La profession d'orthophoniste ne peut être coulée dans un moule unique de pensée ou d'acte. Esprit d'ouverture, recherche de compréhension et d'approfondissement des problèmes généraux comme des situations individuelles, refus des tendances autoritaires et exclusives sous quelque forme que ce soit. La FOF se fixe pour mission de faire de l'orthophonie un champ thérapeutique s'adressant à l'ensemble des troubles du langage et de la communication.

## Organisation interne
La FOF est composée de plusieurs syndicats régionaux .